# Аналіз обізнаності
Аналіз обізнаності — вивчення і визначення обізнаності населення (покупців) про наявність і якість окремих товарів (послуг). Аналіз проводять шляхом опитування. Ця інформація використовується для вивчення і формування ринку, оцінки ефективності рекламних кампаній тощо.
Поінформованість про бренд стосується того, наскільки клієнти здатні  визнати  бренд. 